# Tenke
Tenke è una città nella provincia di Lualaba, nella Repubblica Democratica del Congo.

## Economia
La principale attività economica della città è l'estrazione, principalmente dalla miniera di rame e cobalto di Tenke Fungurume.
Un'altra importante attività economica sono i servizi logistici.

## Trasporto

### Autostrade
La città è attraversata dalla Autostrada Transafricana 9 (TAH 9), che la collega alle città di Likasi e Kolwezi.

### Ferrovie
Tenke è l'interconnessione della rete ferroviaria nazionale del Congo, che collega la ferrovia del Katanga-Benguela con la ferrovia Città del Capo-Il Cairo.